# Łabędź (herb szlachecki)
Łabędź – polski herb szlachecki, nie posiadający zawołania. Wzmiankowany w najstarszym zachowanym do dziś polskim herbarzu, Insignia seu clenodia Regis et Regni Poloniae, spisanym przez historyka Jana Długosza w latach 1464–1480. Łabędź jest jednym z 47 herbów adoptowanych przez bojarów litewskich na mocy unii horodelskiej z 1413 roku.
Herb występował głównie wśród rodzin osiadłych w ziemi krakowskiej i sandomierskiej. Spośród najbardziej znanych rodów pieczętujących się herbem Łabędź, należy wymienić  Zawiszowie i Duninowie.
Łabędzia używał też Stanisław Bonifacy Jundziłł.

## Opis herbu

### Opis historyczny
Jan Długosz blazonuje herb następująco:

Labancz, que olorem seli cignum album in campo rubeo defert. Ex regno Dacie ortum habens a Petro, qui in Poloniam venerat cum multis diuiciis et thezauris, plures in ea ex muro fabricauit ecclesias. Hic pro armis in prisco tempore non cignum, sed capitale F deferebat. Viri in ea pacifici, ab ambicione magistratuum alieni.

Po przetłumaczeniu:

Pochodzi z królestwa Dacji, od Piotra, który przybył do Polski z wieloma bogactwami i skarbcami, gdzie wybudował kilka kościołów z kamienia. W czasach dawnych nie miał Łabędzia, lecz dużą literę F. Ludzie w nim są pokojowo nastawieni, choć skłonni do niechęci urzędników.

Kasper Niesiecki, podając się na dzieła historyczne Bartosza Paprockiego, Szymona Okolskiego i Marcina Bielskiego, opisuje herb:

Ma być Łabędź biały, czy srebrny, w polu czerwonem, na hełmie takiż Łabędź.

### Opis współczesny
Opis skonstruowany współcześnie brzmi następująco:
Na tarczy w polu czerwonym, srebrny łabędź.
W klejnocie samo godło.
Labry herbowe czerwone, podbite srebrem.

## Geneza

### Najwcześniejsze wzmianki
Jeden z najstarszych polskich herbów szlacheckich. Według najstarszego przekazu Jana Długosza miał się wywodzić z Danii, stąd nazwa Dunin. W rzeczywistości pochodzi ona od Piotra Włostowica z Ołbina, palatyna księcia Bolesława Krzywoustego, zwanego również Duninem. Najstarszy zachowany dokument z pieczęcią herbu Łabędź pochodzi z 1326 i należy Miecława z Konecka, rycerza kujawskiego. Pierwszy znany zapis sądowy dotyczący herbu Łabędź pochodzi z 1406 roku.  
W wyniku unii horodelskiej w 1413 przeniesiony na Litwę. Herb przyjął niejaki Andrzej Goligunt, adoptował najprawdopodobniej Dersław ze Skrzynna (w tekście aktu unii adoptujący ród nazwany jest Łabędź alias Skrzyńscy, natomiast przywieszona do aktu pieczęć z herbem ma zatarty napis otokowy, z którego można jedynie odczytać sigillum Derslai, Władysław Semkowicz na tej podstawie jako prawdopodobnego adoptującego podał Dersława ze Skrzynna).  
Najwcześniejsze lokalne źródło heraldyczne wymieniające ten herb to wspomniane już wcześniej Insignia seu clenodia Regis et Regni Poloniae, datowane na lata 1464–1480. Autorem tego dzieła jest polski historyk, Jan Długosz.  
Najstarsze pieczęcie z wizerunkiem Łabędzia pochodzą z następujących lat:
- 1326 Miecław z Konecka
- 1412 Dunin z Krajowa, podkomorzy brzeski
- 1414 Dunin, podkomorzy koronny
- 1416 Dunin ze Skrzyńska podkanclerzy koronny
- 1427 Jan z Konina, podsędek ziemski sandomierski
- 1430 Jan Boruta, kuchmistrz królowej (1413), wojski (1419) i podsędek sandomierski (1434)
- 1434 Raczko Tabutowicz – pieczęć litewska
- 1438 Paweł Zborzeński i Stanisław Ćwikła z Konina
- 1445 Maciej z Bieswodów

Herbarze i księgi zawierające informacje o herbie Łabędź to chociażby: Herbarz Złotego Runa i Bellenville, Księga Bracka Świętego Krzysztofa na Arlbergu w Tyrolu i Codex Bergshammar w brukselskim Armorial Lyncenich.

### Etymologia
Nazwa może pochodzić od nazwy osobowej Łabęć, przypuszczalnie wcześniej poświadczonej w nazwie miejscowej Łabędzie, (Łabęcie), powiecie tureckim (1386). Drugą możliwością jest pochodzenie od apelatywu łabęć (łac. olor, cycnus, cygnus), co poświadczone we wspomnianym wcześniej opisie herbu Jana Długosza.
Związek nazwy z herbem wyobrażającym łabędzia jest wczesny. Wizerunek łabędzia pojawia się na pieczęci po raz pierwszy w r. 1326. Ostatnie badania struktury genealogiczno-majątkowej rodu wykluczają tradycję jego duńskiego pochodzenia, jak też próby wszelkiego wywodzenia go z zagranicy i przemawiają za rozwiązaniem rodzimym tzn. śląskim.

## Herbowni

### Lista Tadeusza Gajla
Lista herbownych w artykule sporządzona została na podstawie wiarygodnych źródeł, zwłaszcza klasycznych i współczesnych herbarzy. Należy jednak zwrócić uwagę na częste zjawisko przypisywania rodom szlacheckim niewłaściwych herbów, szczególnie nasilone w czasie legitymacji szlachectwa przed zaborczymi heroldiami, co zostało następnie utrwalone w wydawanych kolejno herbarzach. Identyczność nazwiska nie musi oznaczać przynależności do danego rodu herbowego. Przynależność taką mogą bezspornie ustalić wyłącznie badania genealogiczne.
Pełna lista herbownych nie jest dziś możliwa do odtworzenia, także ze względu na zniszczenie i zaginięcie wielu akt i dokumentów w czasie II wojny światowej (m.in. w czasie powstania warszawskiego w 1944 spłonęło ponad 90% zasobu Archiwum Głównego w Warszawie, gdzie przechowywana była większość dokumentów staropolskich). Lista nazwisk znajdująca się w artykule pochodzi z Herbarza polskiego, Tadeusza Gajla (577 nazwisk). Występowanie na liście nazwiska nie musi oznaczać, że konkretna rodzina pieczętowała się herbem Łabędź. Często te same nazwiska są własnością wielu rodzin reprezentujących wszystkie stany dawnej Rzeczypospolitej, tj. chłopów, mieszczan, szlachtę. Jest to jednakże dotychczas najpełniejsza lista herbownych, uzupełniana ciągle przez autora przy kolejnych wydaniach Herbarza. Tadeusz Gajl wymienia następujące nazwiska uprawnionych do używania herbu Łabędź:
|  | Audycki, Awdycki, Bakanowski, Balbas, Bałaszewicz, Bałaszko, Baniewicz, Bartodziejski, Barwałdzki, Bauman, Berszadski, Berwaldski, Berwaldzki, Berżański, Białowicz, Białowski, Bielski, Biernacki, Birzyński, Birżyszko, Blinstrub, Blinstrup, Błaszkowski, Bogdanowicz, Bogdanowski, Bojnicki, Borkowski, Borkowski-Dunin, Borsuk, Bortkowski , Braniewicz, Breański, Brezański, Brodowski, Brown, Brun, Bruń, Brzezieński, Brzeziński, Brzyszowski, Bujkowski, Bujnicki, Burkard, Butrymowicz, Buwojna, Buwojń, Cielewicz, Ciemnicki, Cynkowski, Czajewicz, Czeża, Czuż, Ćwikła, Damajewski, Damniowski, Damujewski, Damujowski, Daszczyński, Dawgird, Dejdygolt, Deydolt, Dobulewicz, Dolgiert, Doliwa, Dołgierd, Dołgiert, Dołgiew, Domaszewiczkomiak, Dondiło, Dondziłło, Donin, Donyn, Dowgajło, Dowgayłło, Dowgiert, Dowgird, Dowgirdowicz, Dowgirt, Dukszyński, Dunin, Dusznikiewicz, Duszynkiewicz, Duszyński, Ejczun, Gajżewski, Galiński, Ganckow, Geldowski, Gerdowski, Giedgowt, Giełdowski, Gierdowski, Ginejt, Ginwił, Ginwiłł, Gliszczyński, Głusieński, Głuszewski, Głuszyński, Godaczewski, Gojrzewski, Gojsiewski, Gojziewski, Gojżewski, Golginiewicz, Goligunt, Golmont, Goławiński, Goryszewski, Gościkowski, Gowżewski, Goyżewski, Goździkowski, Górkiewicz, Górkowicz, Górski, Grajewski, Grajowski, Grekowicz, Grodziński, Grodziski, Gromacki, Gross, Grudziński, Gryszkiewicz, Gurkowski, Hatnicki, Hatowski, Haustowicz, Hłuszyński, Hołowczyński, Horbacz, Horbaczewski, Hordijenko, Hordziejenko, Horodyjski, Horodyski, Horoszewicz, Hryszkiewicz, Ibiański, Ignatowicz, Iszliński, Jagielski, Jagiełło, Jagiełłowicz, Jagiełowicz, Jagmin, Jałgoldowicz, Janikowski, Janowicz, Jastrzębski, Jawgiel, Jawgiełło, Jawgiełłowicz, Jawgieło, Jawielski, Jawojsz, Jedko, Jędwiłło, Jędwiło, Judycki, Jukiewicz, Jundził, Jundziłł, Juniewicz, Junowicz, Juszka-Ibiański. Kacperski, Kaktowicz, Kamienogórski, Kamiński, Kamionomojski, Kaniemojski, Kaniomojski, Kantowicz, Kapuściński, Karnikowski, Karnkowski, Karwacki, Karwicki, Kasperski, Kąsinowski , Kesmin, Kesminowicz, Keyzynger, Kęplicz, Kęsminowicz, Kęstowicz, Kęstowski, Kęśmin, Kiasmin, Kiedrewicz, Kieżgajło, Kieżgało, Kimont, Kłopocki, Kołaczek, Kołaczko, Komorowski, Koncewicz, Konczeski, Konczewicz, Konderewicz, Koniecki, Koniewicz, Koniński, Kopacewicz, Kopaczewicz, Korbaczewski, Korczewski, Korejwicz, Kormułt, Koroszewicz, Kos, Kostrzejewski, Kostrzejowski, Kostrzewski, Kozic, Kozica, Kozicki, Kozicz, Kozielecki, Kozielski, Kozłowicz, Kpacewicz, Krajewski, Krajowski, Kroczowski, Krukowski, Krzczonowski, Krzonowski, Kubortowicz, Kuczewicz, Kudrański, Kudrewicz, Kudrzwiecki, Kudrzycki, Kudzewicz, Kulwiec, Kulwieć, Kuncewicz, Kunczewicz, Kunderewicz, Kunderowicz, Kunicki, Kuniński, Kunowski, Kuńczewicz, Kupcewicz, Kupin, Kusprzak, Kzielecki, Lebiedyński, Lebiedziński, Lebiedź, Leszczyłowski, Lichawski, Lipczyński, Lipski, Lubczyński, Lubdziński, Lubsieński, Lubsiński, Lubszyński, Lupsiński, Lutyk, Łabenta, Łabęcki, Łabędzki, Łabędź, Łabęta, Łabicki, Łabowski, Łabuć, Łabudź, Łabun, Łaskarzewski, Ławrynowicz, Łąkiński, Łęgonicki, Łowicki, Łuński, Macanowicz, Macenowicz, Maciechiewicz, Maciejewicz, Maciejowicz, Maciesowicz, Macinowicz, Mackiewic, Maczkiewicz, Majewski, Maksymenko, Maksymowski, Malawski, Malczewski, Małopolski, Małuszewicz, Mancewicz, Mańkowicz, Marcinkiewicz, Marcinowicz, Marczenko, Marejnkiewicz, Mariewicz, Markiewicz, Markuntowicz, Martusewicz, Martusiewicz, Martuszewicz, Matias, Matukiewicz, Matulewicz, Matusewicz, Matusiewicz, Matuszewic, Matuszewicz, Matysewicz, Matysiewicz, Matyszewicz, Mazurkiewicz, Mażejko, Medeksza, Mesojed, Miączyński, Miciński, Miczyński, Mieciński, Mieczeński, Mieczyński, Miesojed, Miesopad, Mieszczański, Mięsojed, Mikitynicz, Mikołajewicz, Milimont, Milmont, Miłoszewicz, Minet, Mingaiłowicz, Mingajło, Miniat, Miniatto, Minigajło, Minkiewicz, Minmont, Mioduszewski, Misiewicz, Missopad, Misztolt, Misztołt, Misztowt, Młodawski, Modliszewski, Momot, Momoth, Mongird, Monsztolt, Mozejko, Mozeyko, Możejko, Mszczug, Narkiewicz, Neapolski, Niechwiadowicz, Niedroszlański, Niedrusławski, Niedruszlański, Nielubowicz, Niemieksza, Niemieszka, Niwiński, Norwiłło, Norwiło, Nowacki, Ortyński, Ostrowski, Otoski, Otowski, Owadowski, Pałacki, Paniszewski, Pantkowski, Paszuć, Pelejko-Urbanowicz, Petko, Petrusewicz, Petrusiewicz, Petruszewicz, Pętkowski, Pietraszewicz-Adersburg, Pietraszewski , Pietraszkiewicz, Pietraszkowicz, Pietrusewicz, Piętkowski, Pilecki, Pisarski, Pladziewicz, Pleszowski, Ploetz, Pluszkowski, Płuszczewski, Podhajski, Pokuć-Kapwcewicz, Polib, Polip, Pomieski, Poniatowski , Potopowicz, Primus, Progulbicki, Prokulbicki, Prymus, Pryszmont, Przychoski, Przychowski, Przystałowski, Przyszowski, Przyszychowski, Ptaszycki, Pujkiewicz, Pujkowicz, Pułkiewicz, Radoński, Radostowski, Radoszewski, Radziwiłłowicz, Radziwiłowicz, Rafałowski, Rajecki, Rajewski, Rakint, Ratyński, Referowski, Roicki, Rojecki, Rostecki, Rostek, Rostocki, Rozwadowski, Ruksza, Rusinowski, Ruskowski, Ruszkowski, Rychlig, Rychlik, Rymowicz, Rzuchowski, Sabulewicz, Sadkowski, Salamon, Salomon, Salomonowicz, Sebastjanowicz, Siemaszko, Siemaszkowicz, Siemiot, Siemniszko, Sienkiewicz, Skrzyński, Slepść-Dunin, Smiałkowski, Smiglewicz, Smogorzewski, Smoszewski, Smoszowski, Sobestiański, Sobiestiański, Sokołowicz, Sokołowski, Sopoćko, Stanisławowicz, Steckiewicz, Steckowicz, Stoma, Stos, Strowski, Strzeszkowski, Sudimont, Sudymont, Sudywoj, Sulgostowski, Suligostowski, Suzin-Rajecki, Syrwid, Syrwidowicz, Szałuński, Szemet, Szemiak, Szemiaka, Szemiako, Szemietuło, Szemiota, Szempiński, Szostak, Szostakowski, Szpet, Szponarski, Szpotański, Sztoc, Sztok, Sztorc, Szymkiewicz, Ślepść, Śliczny, Śmiałkowski, Śmiglewicz, Talafus, Talenti, Talento, Talewicz, Talwojsz, Talwosz, Talwoszewicz, Tanajewski, Telefus, Thomaszewicz, Todt, Tomasiewicz, Tomaszewicz, Towilko, Towtko, Towtwiłł, Truchanowicz, Trzciński, Trzebicki, Tumliński, Urbanowicz, Walentynowicz, Waleszyński, Walthek, Warszawski, Warszewski, Waszewicz, Wąs, Wąsowicz, Wąsowicz-Dunin, Węcewicz, Wiencewicz, Więcewicz, Wincza, Włodek, Wodziracki, Wodziradzki, Wodziralski, Wojdat, Wojeński, Wojszko, Wojtkiewicz, Wolski, Wolski-Dunin, Wołodkiewicz, Wołodko, Wołodkowicz, Woncewicz, Woronicki, Worożyński, Wozgiełowicz, Zabieła, Zabiełło, Zaleski, Zauściński, Zawadzki, Zawisza, Zbąski, Zborzeński, Zborzyński, Zburzyński, Zubowicz, Zuchowski, Żeligowski, Żorosławski, Żuchowski, Żukowski, Żylewicz. Tadeusz Gajl, Herbarz Polski |

### Pozostałe nazwiska
Jury Łyczkowski, na swojej stronie dotyczącej heraldyki, wspomina również o nazwiskach; Dudin, Obodowicz, d’Orion, Stanilewicz, Wołożyński, Zarembski, Żudr .

## Odmiany
| Odmiany herbu Łabędź | Odmiany arystokratyczne herbu Łabędź |  | Herby i flagi nawiązujące do Łabędzia i o niepewnych z nim związkach |

Oprócz powyższych odmian, Tadeusz Gajl w swoim herbarzu wyróżnia m.in. herb Bujnicki, będący odmianą herbu Łabędź z gwiazdą, znajdującą się nad białym łabędziem na błękitnej tarczy.

## Galeria

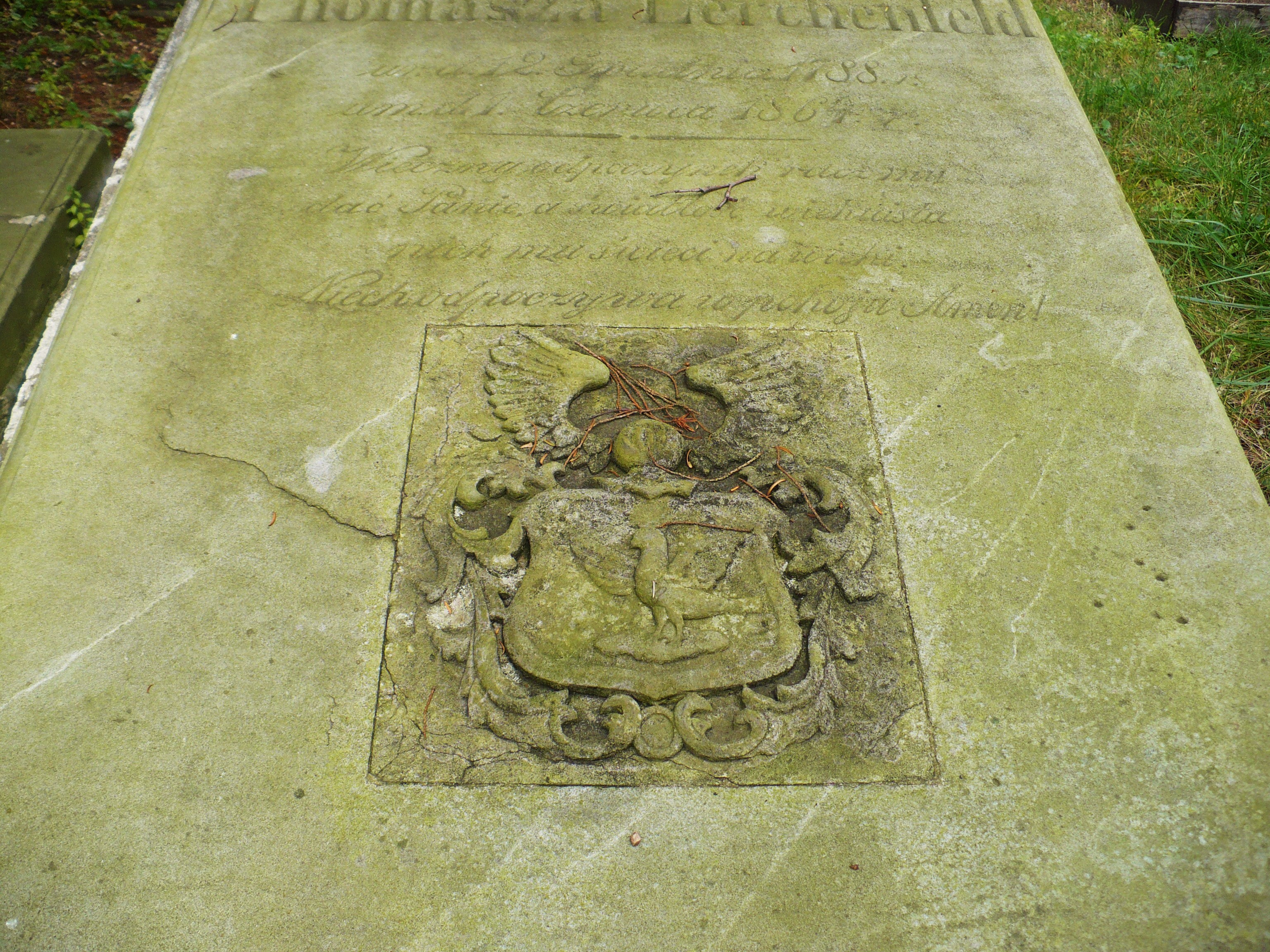
Wizerunek herbu Łabędź na cmentarzu starofarnym w Bydgoszczy, nagrobek Thomasza Lerchenfelda (1864).
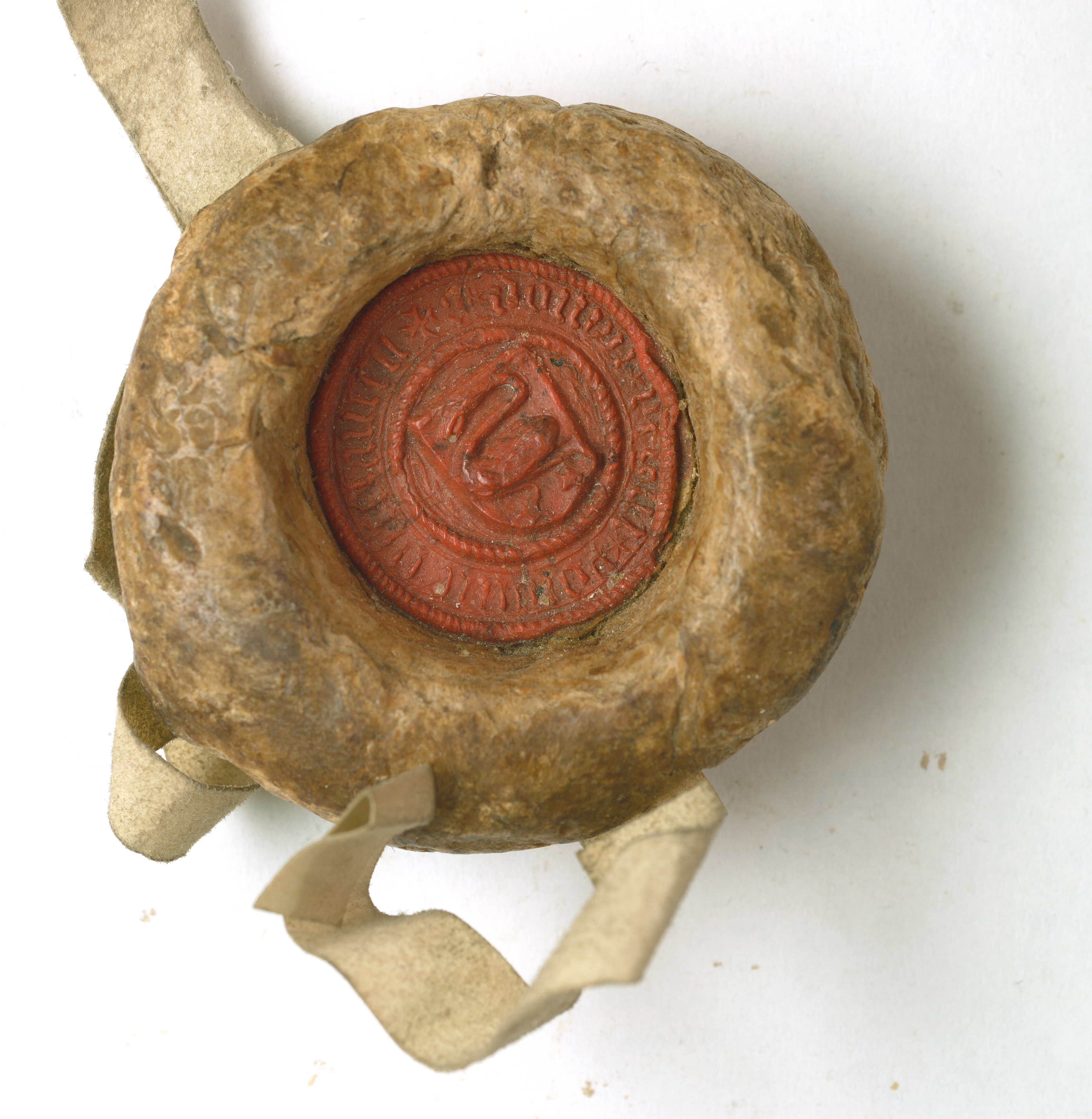
Pieczęć z herbem Łabędź należąca do Dunina ze Skrzyńska (1416).
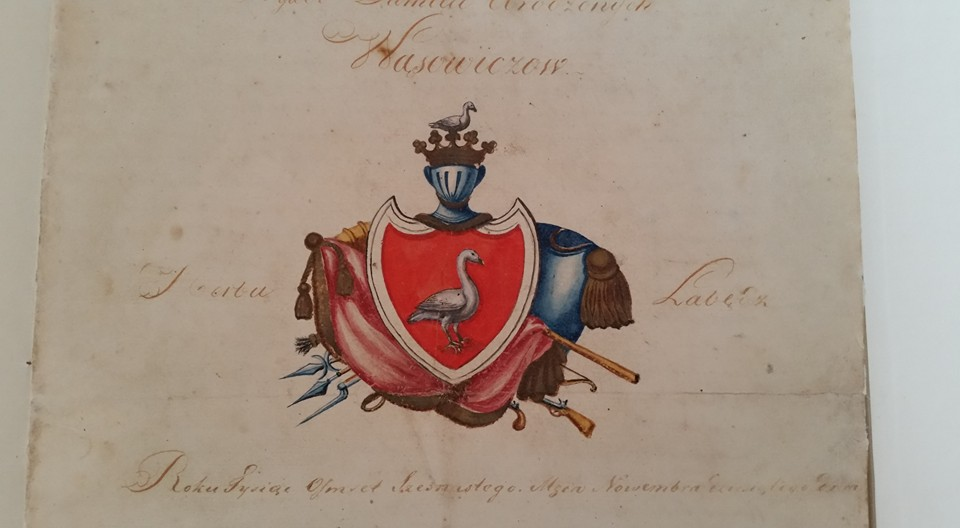
Herb Łabędź należący do rodziny Wąsowicz w nieznanym dziele.
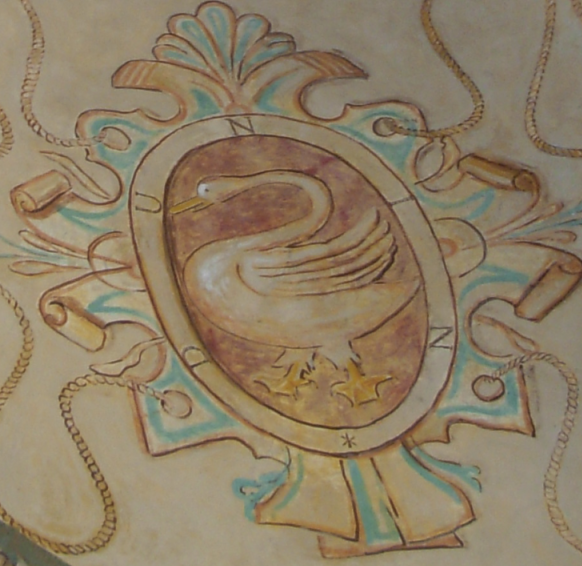
Herb Łabędź w zamku w Baranowie Sandomierskim.